# Campeonato Sudamericano de Hockey sobre césped femenino de 2010
El Campeonato Sudamericano de Hockey sobre césped femenino de 2010 se llevó a cabo desde el 3 al 11 de abril de 2010 y se desarrolló en Río de Janeiro, Brasil. El campeón y el subcampeón clasificaron a los Juegos Panamericanos 2011. 
La competencia consistió en un grupo único de seis equipos que se enfrentaron en un sistema todos contra todos. Los dos últimos de la tabla disputaron un partido extra por el quinto puesto, el tercer y el cuarto equipo el partido por la medalla de bronce y los dos primeros de la tabla la final. En la misma, Argentina logró su cuarto título al ganarle 4-0 a Chile. Por su parte, Uruguay obtuvo otra vez la medalla de bronce al ganarle a Brasil 5-0

## Equipos participantes
- Argentina
- Brasil
- Chile
- Paraguay
- Uruguay
- Venezuela

## Primera fase

### Grupo único
– Clasificados a la final y a los Juegos Panamericanos 2011.
     – Jugaran el partido por el tercer puesto.
     - Jugaran el partido por el quinto puesto.
| Equipo    | Pts | PJ | V | E | D | GF | GC | DIF |
| --------- | --- | -- | - | - | - | -- | -- | --- |
| Argentina | 15  | 5  | 5 | 0 | 0 | 68 | 1  | +67 |
| Chile     | 12  | 5  | 4 | 0 | 1 | 35 | 8  | +27 |
| Uruguay   | 9   | 5  | 3 | 0 | 2 | 40 | 7  | +33 |
| Brasil    | 3   | 5  | 1 | 0 | 4 | 5  | 30 | -25 |
| Paraguay  | 3   | 5  | 1 | 0 | 4 | 3  | 46 | -43 |
| Venezuela | 3   | 5  | 1 | 0 | 4 | 4  | 63 | -59 |

### Resultados
| 3 de abril de 2010 09:15 |      |       |  |  |
| Venezuela                | 0–11 | Chile |  |  |

| 3 de abril de 2010 12:45 |     |           |  |  |
| Uruguay                  | 1–4 | Argentina |  |  |

| 3 de abril de 2010 16:15 |     |          |  |  |
| Brasil                   | 0–1 | Paraguay |  |  |

| 4 de abril de 2010 09:15 |      |         |  |  |
| Venezuela                | 0–18 | Uruguay |  |  |

| 4 de abril de 2010 12:45 |      |          |  |  |
| Argentina                | 17–0 | Paraguay |  |  |

| 4 de abril de 2010 16:15 |     |        |  |  |
| Chile                    | 9–0 | Brasil |  |  |

| 7 de abril de 2010 07:30 |      |           |  |  |
| Argentina                | 27–0 | Venezuela |  |  |

| 7 de abril de 2010 11:00 |      |          |  |  |
| Chile                    | 12–0 | Paraguay |  |  |

| 7 de abril de 2010 14:30 |     |        |  |  |
| Uruguay                  | 7–0 | Brasil |  |  |

| 8 de abril de 2010 07:30 |      |         |  |  |
| Paraguay                 | 0–13 | Uruguay |  |  |

| 8 de abril de 2010 11:00 |     |       |  |  |
| Argentina                | 7–0 | Chile |  |  |

| 8 de abril de 2010 14:30 |     |           |  |  |
| Brasil                   | 5–0 | Venezuela |  |  |

| 9 de abril de 2010 07:30 |     |           |  |  |
| Paraguay                 | 2–4 | Venezuela |  |  |

| 9 de abril de 2010 11:00 |     |       |  |  |
| Uruguay                  | 1–3 | Chile |  |  |

| 9 de abril de 2010 14:30 |      |        |  |  |
| Argentina                | 13–0 | Brasil |  |  |

### Quinto Puesto
| 10 de abril de 2010 09:30 |     |           |  |  |
| Paraguay                  | 2–1 | Venezuela |  |  |

## Segunda fase

### Tercer Puesto
| 10 de abril de 2010 12:00 |     |        |  |  |
| Uruguay                   | 5–0 | Brasil |  |  |

### Final
| 10 de abril de 2010 14:30 |     |       |  |  |
| Argentina                 | 4–0 | Chile |  |  |

| Campeón del Campeonato Suramericano 2010 |
| ---------------------------------------- |
| Argentina Cuarto título                  |

## Clasificación general
| Pos | Equipo    |
| --- | --------- |
| 1   | Argentina |
| 2   | Chile     |
| 3   | Uruguay   |
| 4   | Brasil    |
| 5   | Paraguay  |
| 6   | Venezuela |

## Clasificados a losJuegos Panamericanos 2011
| Bandera de Argentina | Bandera de Chile |
| Argentina            | Chile            |
| -------------------- | ---------------- |